# 田辺治太郎
田辺治太郎 （たなべ ちたろう、1908年3月18日 - 1972年10月16日）は、日本の実業家、元サッカー選手、サッカー指導者。大阪府出身。1972年勲三等瑞宝章。
田辺製薬株式会社（現・田辺三菱製薬株式会社）代表取締役社長、代表取締役会長を歴任した。

## 経歴
- 第13代田邊屋五兵衛（田辺五三郎）の長男として生まれる[1]。
- 田辺家は延宝6年（1678年）創業の薬業の老舗。初代の田邊屋五兵衛以来、当主は「五兵衛」を名乗る事が通例であった。父の五三郎は先代五兵衛の長男として襲名し、家業の田邊五兵衛商店の経営のほか、大日本製薬、広栄製薬、田邊元三郞商店各取締役を務め、多額納税者でもあった[2]。
- 桃山中学校時代にサッカーを始める。大阪商科大学（現大阪市立大学）に進学後もプレーを続ける傍ら、桃山中学の後輩の指導を務めた。
- 大学在学中に全国中学校選手権大会（現全国高等学校サッカー選手権大会）の運営に携わると共に、関西蹴球協会の設立にも尽力した。
- 1930年（昭和9年）に田邊五兵衛商店に入社。1933年（昭和8年）に同取締役に就任するが、卒業後もサッカーと携わり続け、社内にサッカー同好会を設立。同年の第10回極東大会選手団役員、1936年（昭和11年）ベルリンオリンピック選手団派遣の募金集めの際には多額の援助を行うと共に、随行員として日本代表に帯同した。
- 1941年（昭和16年）、13代田邊五兵衛死亡により、14代五兵衛を襲名し33歳で社長に就任。
- 太平洋戦争中の1943年（昭和18年）、社名を田辺製薬に変更。しかし空襲による被害は甚大で、戦後は会社の再建に奔走した。
- 1946年（昭和21年）日本蹴球協会（現日本サッカー協会）副会長に就任し、サッカー界の復興にも取り組むと共に田辺製薬サッカー部の本格的な強化に取り組んだ。自らが監督を務め、宮田孝治、種田顕二、加藤信幸、賀川太郎、鴇田正憲ら日本代表クラスの選手を次々に補強した同サッカー部は、1948年（昭和23年）から始まった全日本実業団サッカー選手権大会の第3回大会から6連覇、6年間で94戦92勝1分け1抽選勝ちという圧倒的強さで全国リーグ創設前の実業団サッカー界に君臨した。その一方で全盛期に天皇杯全日本サッカー選手権大会への出場を辞退し続けた[3]。その理由は「伝統ある天皇杯に勝つ事で、会社の宣伝に利用していると取られる事を嫌ったから」としている[3]。
- 1959年（昭和34年）田辺製薬会長となり、社長職を譲ると日本蹴球協会でも顧問となり第一線からは退いたが、学生時代から収集した国内外の様々な資料を基に、JFAの機関誌で長期間連載を行った。
- また1970年には社団法人神戸フットボールクラブ副会長を務める等、終生サッカー界の発展に携わった。
- 1972年10月16日に死亡。64歳没。
- 2005年に第1回日本サッカー殿堂入りを果たした。